# Raml Souk
Raml Souk (arabisch رمل سوق, DMG Raml Sūq) ist eine algerische Gemeinde in der Provinz El Tarf mit 3715 Einwohnern. (Stand: 1998)

## Geographie
Raml Souk befindet sich zwei Kilometer westlich von der tunesischen Grenze. Die Gemeinde wird umgeben von El Aioun im Nordosten und von Babouch im Osten.